# Бусыгин, Александр Харитонович
Алекса́ндр Харито́нович Бусы́гин (28 мая [10 июня] 1907 — 19 февраля 1985) — советский рабочий, кузнец Горьковского автомобильного завода, зачинатель стахановского движения в машиностроении. Герой Социалистического Труда (1975).

## Биография
Родился 28 мая (10 июня) 1907 года в деревне Колеватовское Костромской губернии, в крестьянской семье. Русский. После окончания начальной школы работал в колхозе.
В 1931 году приехал на строительство Горьковского автозавода. После окончания строительства перешёл на работу в кузницу, в кратчайшие сроки овладев мастерством кузнечного дела и став специалистом высокой квалификации, инициатором принципиально новых методов, направленных на повышение производительности труда. Повышение производительности труда достигалось за счёт предварительной подготовки рабочего места, совершенствования станков и инструмента, оптимизации приёмов нагрева и штамповки металла, усиления трудовой дисциплины.
В сентябре 1935 года бригада, которой руководил Бусыгин, установила рекорд, отковав за смену 966, затем — 1001 коленчатый вал при норме 675 (впоследствии довёл выработку до 1146 валов). За рекордную производительность труда Александр Бусыгин был награждён орденом Ленина.

Даже Всесоюзное движение новаторов некоторое время носило название стахановско-бусыгинского. Слава о чудо-кузнеце дошла до Америки. Американские представители передали ему приглашение Форда на завод в Детройт, обещая платить золотом, на что Бусыгин ответил: 
«Передайте Форду, что для нас Родина дороже золота».

В 1935 году Бусыгин участвовал во Всесоюзном совещании стахановцев, делегировался на XVIII съезд ВКП(б), позднее дважды стал депутатом Верховного Совета СССР (депутат Совета Союза от Горьковской области — 1-й созыв, 1937—1946; 2-й созыв, 1946—1950). Окончил Промышленную академию в Москве. Член ВКП(б)/КПСС с 1938 года.
Вся жизнь А. Х. Бусыгина была неразрывно связана с Горьковским автомобильным заводом: он работал начальником каркасного цеха, начальником участка кузнечного цеха, начальником кузнечного цеха, начальником ремонтно-механического участка. За ударный труд награждён орденами Трудового Красного Знамени, Красной Звезды (09.03.1944) и многими медалями.
Последние годы жизни А. Х. Бусыгин посвятил общественной деятельности и воспитанию молодых рабочих. Персональный пенсионер союзного значения.
Указом Президиума Верховного Совета СССР в 22 сентября 1975 года за большие заслуги в развитии массового социалистического соревнования, достижение высокой производительности труда, многолетнюю деятельность по внедрению передовых методов работы в автомобильной промышленности и в связи с 40-летием стахановского движения Бусыгину Александру Харитоновичу было присвоено звание Героя Социалистического Труда с вручением ордена Ленина и золотой медали «Серп и Молот».
Звание «Почётный гражданин города Горького» А. Х. Бусыгину присвоено решением Горьковского городского Совета депутатов трудящихся от 17 июня 1976 года.
Умер 19 февраля 1985 года. Похоронен в Нижнем Новгороде на Бугровском кладбище (4 уч.).

## Награды и звания

Бюст Александра Бусыгина в Нижнем Новгороде у Дома ветеранов «ГАЗа»

- Герой Социалистического Труда (1975)
- 2 ордена Ленина (1935, 1975)
- Орден Трудового Красного Знамени
- Орден Красной Звезды
- медали
- Почётный гражданин города Горького (1976)

## Сочинения
- «Жизнь моя и моих друзей» (Москва, 1938 год)

## Память
- Именем Бусыгина назван проспект в Автозаводском районе Нижнего Новгорода и улица в Новосибирске;
- 28 февраля 2007 года в Нижнем Новгороде, у Дома ветеранов «ГАЗа», состоялось торжественное открытие бюста А. Х. Бусыгина;
- На доме № 22 по проспекту Октября в Нижнем Новгороде, в котором жил А. Х. Бусыгин, установлена мемориальная доска.